# Conrad Orth ab Hagen
Conrad Orth ab Hagen (* 1523 in Geseke; † 12. März 1589 in Köln). Er war Doktor jur. utr., Dekan und Rektor der mittelalterlichen Universität zu Köln, Dechant und Kanonikus an der Stiftskirche St. Georg am Waidmarkt in Köln und Stifter der nach ihm benannten Familienstiftung.

## Leben
Er war der Sohn des Liborius Orth, Bürgermeister in Geseke, und dessen Ehefrau Sibylla ab Hagen, Tochter aus dem Hause Hagen. Conrad Orth ab Hagens Onkel, Bruder der Mutter, war Bernhard von Hagen (* vor 1490; † 3. Oktober 1556 in Köln), Doktor jur. utr., Kurfürstlicher Kanzler, Propst und Dekan in Köln. Unter seiner Obhut studierte er in Köln Rechtswissenschaften und Theologie, worin er auch promovierte. Er wurde Dekan und Rektor der Universität und Dechant und Kanonikus an der Stiftskirche zum Hl. Georg am Waidmarkt, wo er auch begraben liegt. Ab 1554 war er zudem Kölner Domherr.
Orth ab Hagen finanzierte den 1577 neu gewählten Erzbischof Gebhard Truchseß von Waldburg-Trauchburg mit einem Darlehen. Dieser aber trat zum Protestantismus über, heiratete und wollte das Erzstift säkularisieren. Conrad aber blieb dem katholischen Glauben an der Seite seines Onkels treu, der zusammen mit dem katholischen Theologen, Jurist und Kirchenpolitiker Johannes Gropper das Erzbistum Köln der katholischen Seite erhielt. Conrads Besitztümer im von den truchsessischen Verbündeten besetzten Westfalen ging dadurch verloren. Erst nach dem Sieg von Ernst von Bayern konnte er sein Vermögen zurück erlangen.
Wie sein Onkel Bernhard zu Odilia von Berck („duos filios naturales“) und andere Geistliche unterhielt auch er eine uneheliche Beziehung zu seiner Magd Sibylla von Düsseldorf († 29. November 1573 in Köln). Aus dieser Beziehung gingen die beiden Söhne Georg Orth (* um 1553 in Köln) und Conrad Orth (* um 1555 in Köln) hervor.

## Familienstiftung Orth ab Hagen
Entsprechend dem Testament seines Onkels Bernhard von Hagen, dessen Erbe er war, brachte er sein ererbtes und sein eigenes Vermögen in eine Stiftung ein; aus den Erträgen des Stiftungsvermögens sollte männlichen Nachkommen und Verwandten ein Studium, weiblichen Nachkommen und Verwandten eine Aussteuer finanziert werden. Diese Familienstiftung besteht seit 1594 und wird vom Kölner Gymnasial- und Stiftungsfonds verwaltet.
Es ist überliefert, dass Jahrhunderte lang ein Familientag Orth ab Hagen stattgefunden haben soll, letztmals wohl in den 1980er Jahren, gesichert am 12. Mai 1979 in Geseke.